# Тридесети конгрес на Македонската патриотична организация
Тридесетият конгрес на Македонските политически организации (МПО) се провежда от 1 до 4 септември 1951 година в Кълъмбъс, Охайо, САЩ. 